# Blackstone (Massachusetts)
Blackstone é uma vila localizada no condado de Worcester no estado estadounidense de Massachusetts. No Censo de 2010 tinha uma população de 9.026 habitantes e uma densidade populacional de 305,94 pessoas por km².

## Geografia
Blackstone encontra-se localizado nas coordenadas 42° 02′ 24″ N, 71° 31′ 57″ O. Segundo a Departamento do Censo dos Estados Unidos, Blackstone tem uma superfície total de 29.5 km², da qual 28.68 km² correspondem a terra firme e (2.77%) 0.82 km² é água.

## Demografia
Segundo o censo de 2010, tinha 9.026 pessoas residindo em Blackstone. A densidade populacional era de 305,94 hab./km². Dos 9.026 habitantes, Blackstone estava composto pelo 96.43% brancos, o 0.91% eram afroamericanos, o 0.24% eram amerindios, o 0.79% eram asiáticos, o 0.03% eram insulares do Pacífico, o 0.31% eram de outras raças e o 1.29% pertenciam a duas ou mais raças. Do total da população o 2.05% eram hispanos ou latinos de qualquer raça.